# Laxforsen (nordvästra stranden)
Laxforsen (nordvästra stranden) utgör den del av bebyggelsen i orten Laxforsen, som ligger norr/nordväst om älven, i Kiruna kommun. Vid SCB avgränsning från 2005 till 2020 och åter från 2023 klassades denna bebyggelse som en separat småort, men räknades 2020 som en del av tätorten Laxforsen.

## Befolkningsutveckling
| Befolkningsutvecklingen i Laxforsen (nordvästra stranden) 2005–2015 | Befolkningsutvecklingen i Laxforsen (nordvästra stranden) 2005–2015 | Befolkningsutvecklingen i Laxforsen (nordvästra stranden) 2005–2015 | Befolkningsutvecklingen i Laxforsen (nordvästra stranden) 2005–2015 | Befolkningsutvecklingen i Laxforsen (nordvästra stranden) 2005–2015 |
| ------------------------------------------------------------------- | ------------------------------------------------------------------- | ------------------------------------------------------------------- | ------------------------------------------------------------------- | ------------------------------------------------------------------- |
|                                                                     |                                                                     |                                                                     |                                                                     |                                                                     |
| År                                                                  |                                                                     |                                                                     | Folkmängd                                                           | Areal (ha)                                                          |
| 2005                                                                | 2005                                                                |                                                                     | 60                                                                  | 31#                                                                 |
| 2010                                                                | 2010                                                                |                                                                     | 83                                                                  | 31#                                                                 |
| 2015                                                                | 2015                                                                |                                                                     | 146                                                                 | 68#                                                                 |
| Anm.: Ny småort 2005.del av tätort 2020 # Som småort.               |                                                                     |                                                                     |                                                                     |                                                                     |